# 伊豆之國市
伊豆之國市（日语：／ Izunokuni shi */?）為日本靜岡縣伊豆半島北部的市。成立于2005年4月1日，由伊豆長岡町、大仁町、韮山町三町合併而成。現任市長為望月良和。

## 地理
伊豆之国位于静冈县东部伊豆半岛的北部“颈部”，無海岸線，多山，有众多温泉。该地区的气候为海洋性温带气候，夏季炎热潮湿，冬季短而凉爽。近海的黑潮温暖，帶來了缓和作用。
- 山：葛城山（452m）、玄岳（798m）
- 川：狩野川

### 周边城市
- 热海市
- 伊豆市
- 伊东市
- 沼津市
- 函南町

## 人口统计资料
根据日本人口普查数据，在过去30年中，伊豆之国市的人口一直相对稳定。

### 气候
伊豆之国市气候特征夏季炎热潮湿，冬季相对温和。年平均温度为16°C，年平均降雨1981毫米，七月降雨量最多。八月的平均气温最高为26.5°C，一月最低为6.2°C。

## 圖片

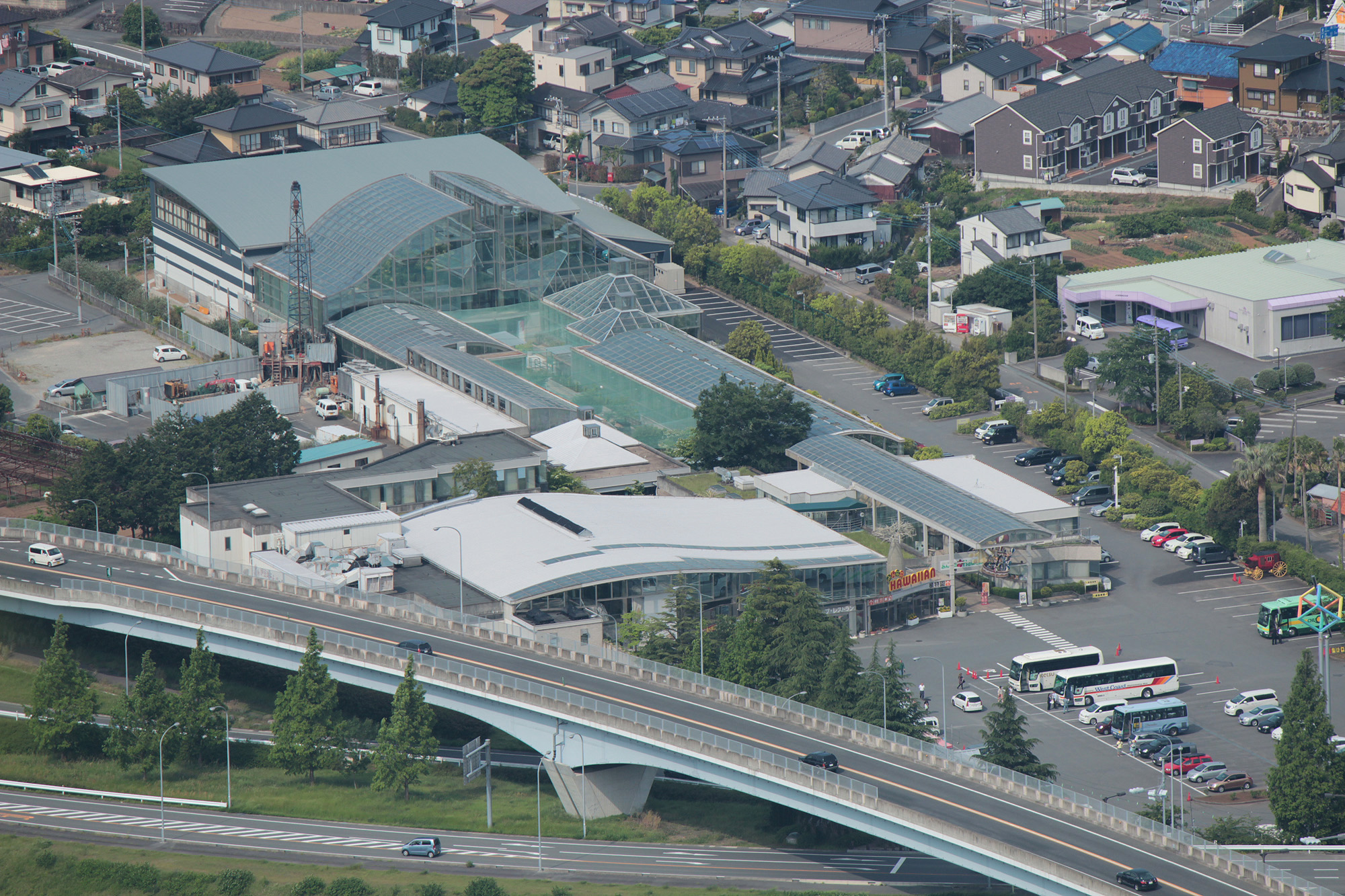
伊豆夏威夷世界

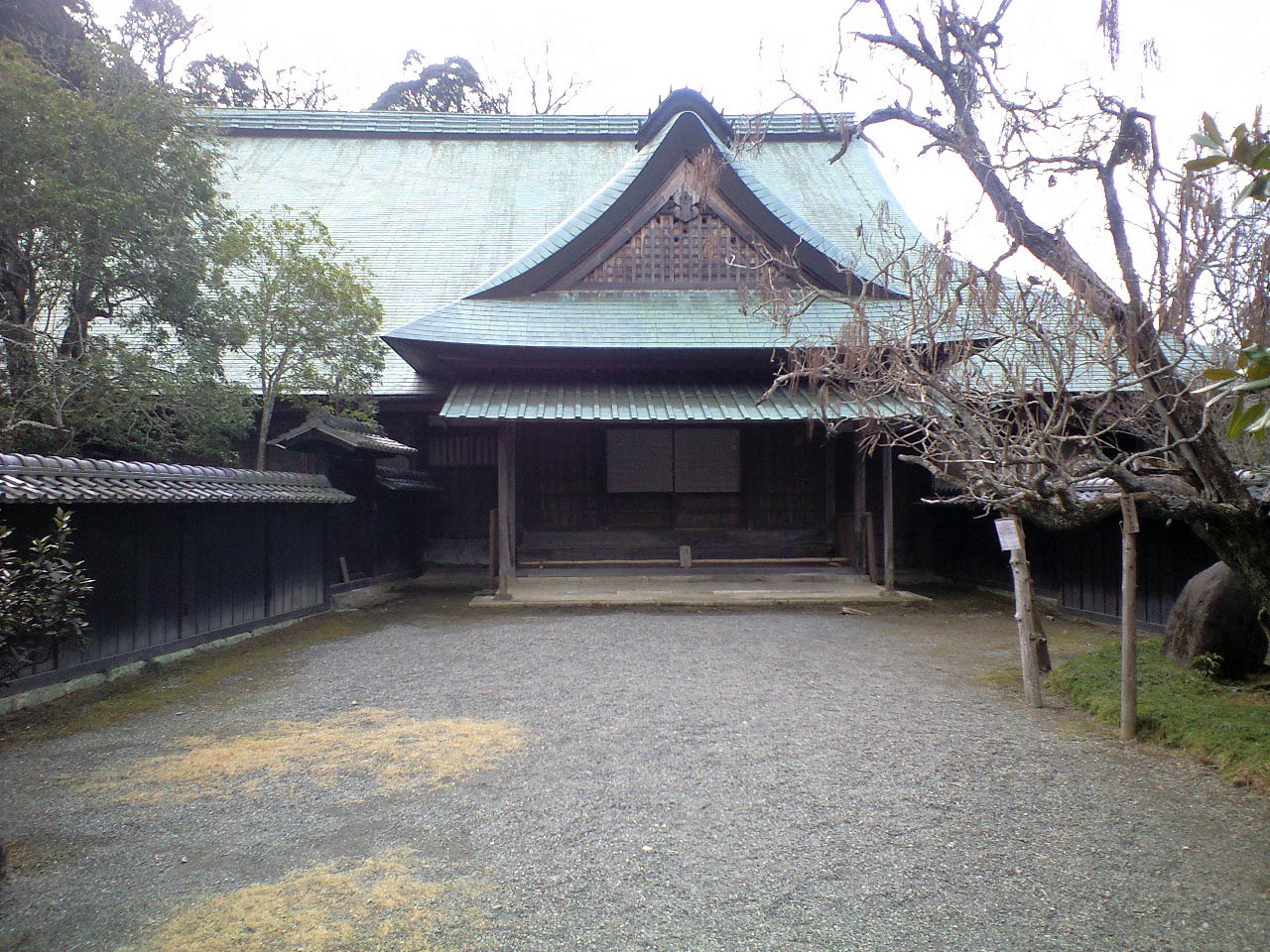
韮山代官所
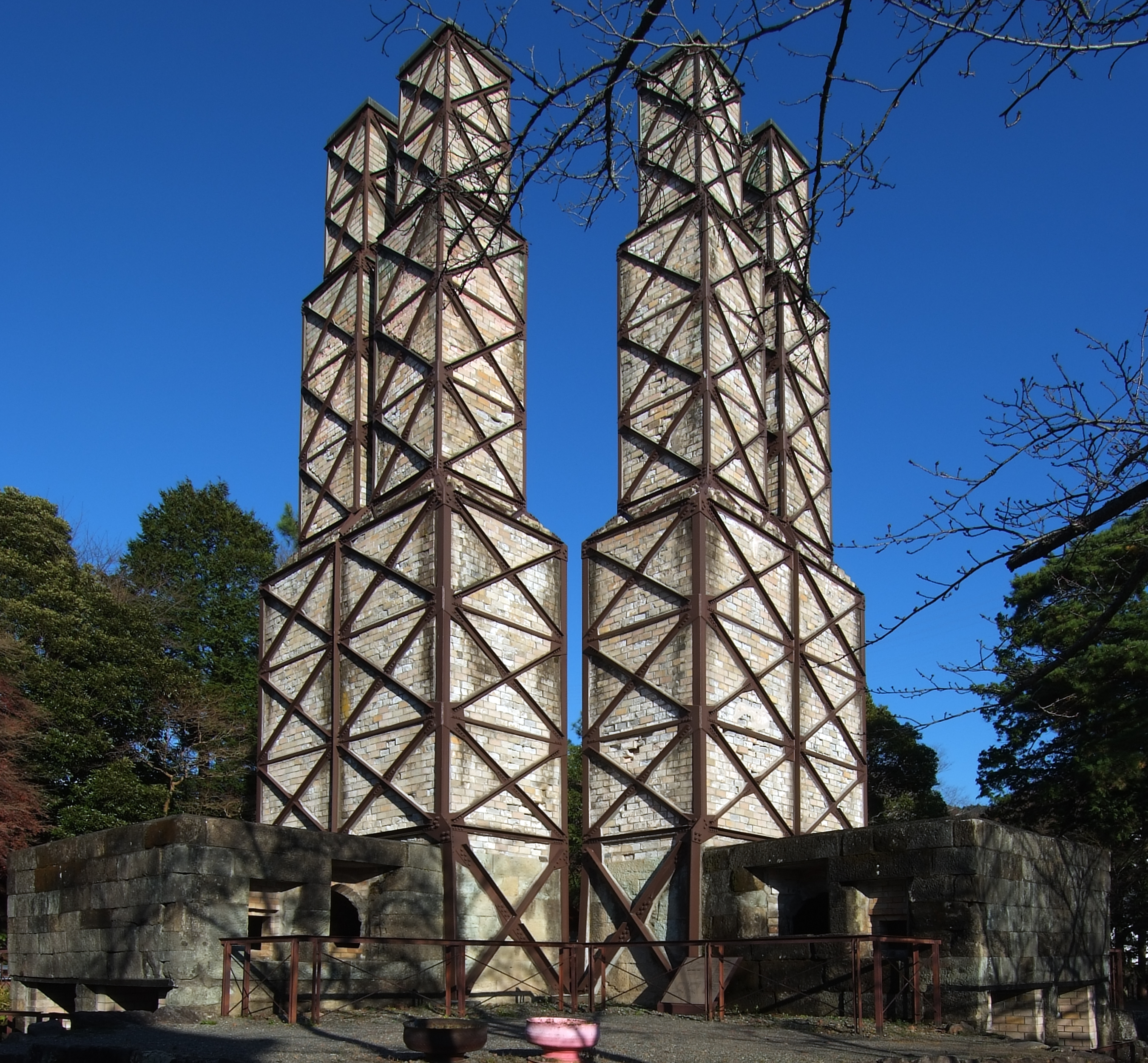
韮山反射爐
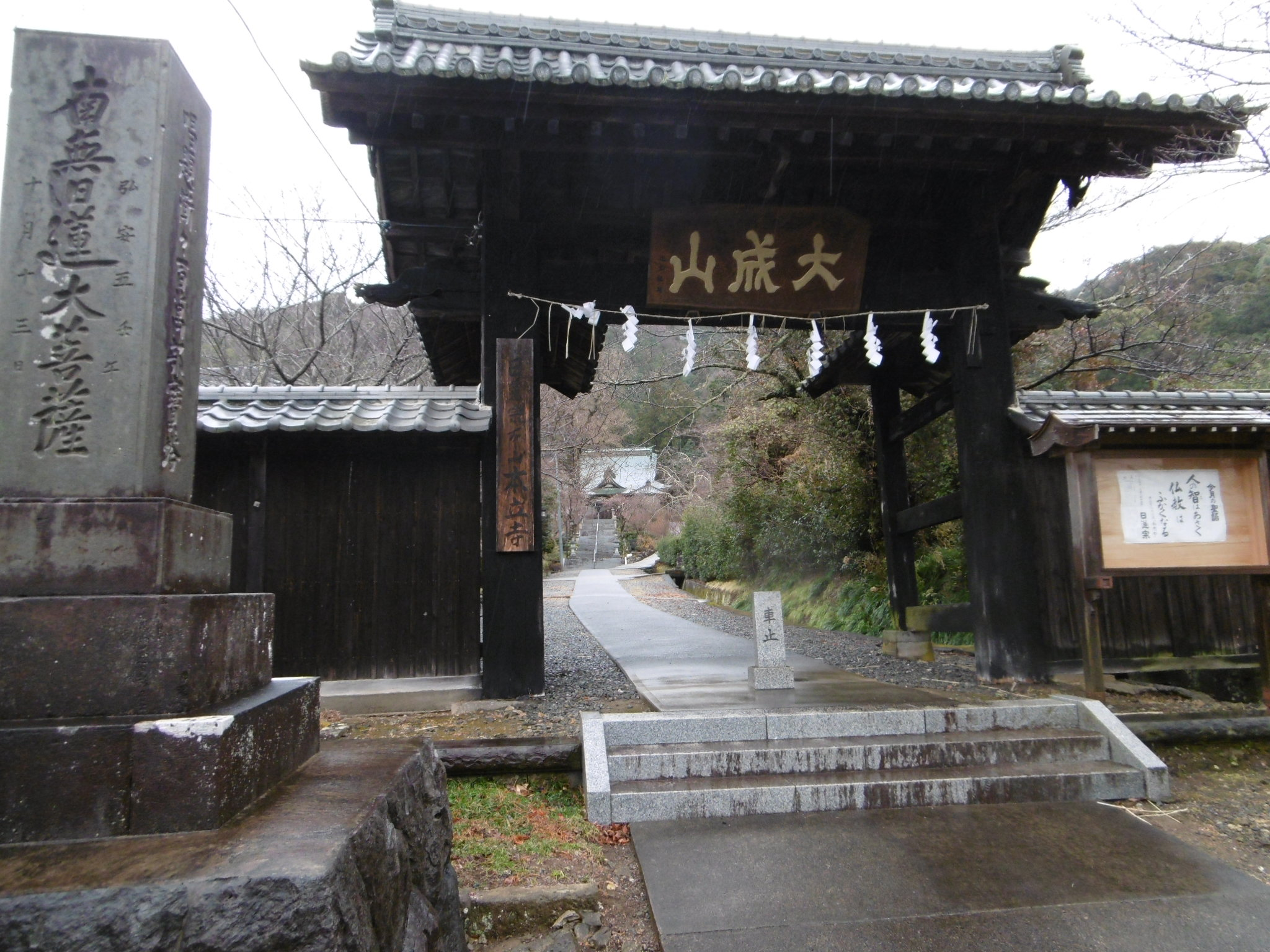
本立寺
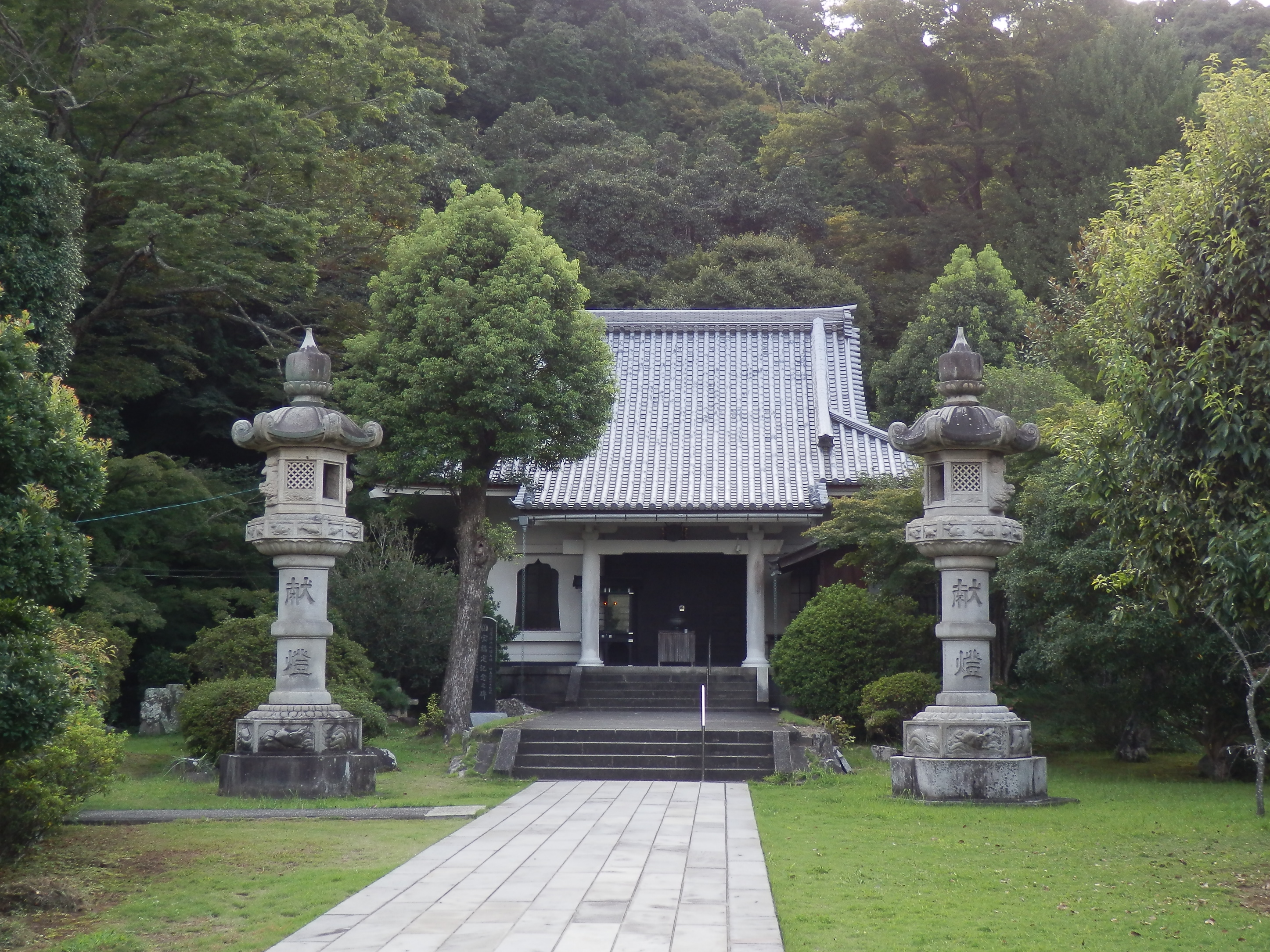
願成就院
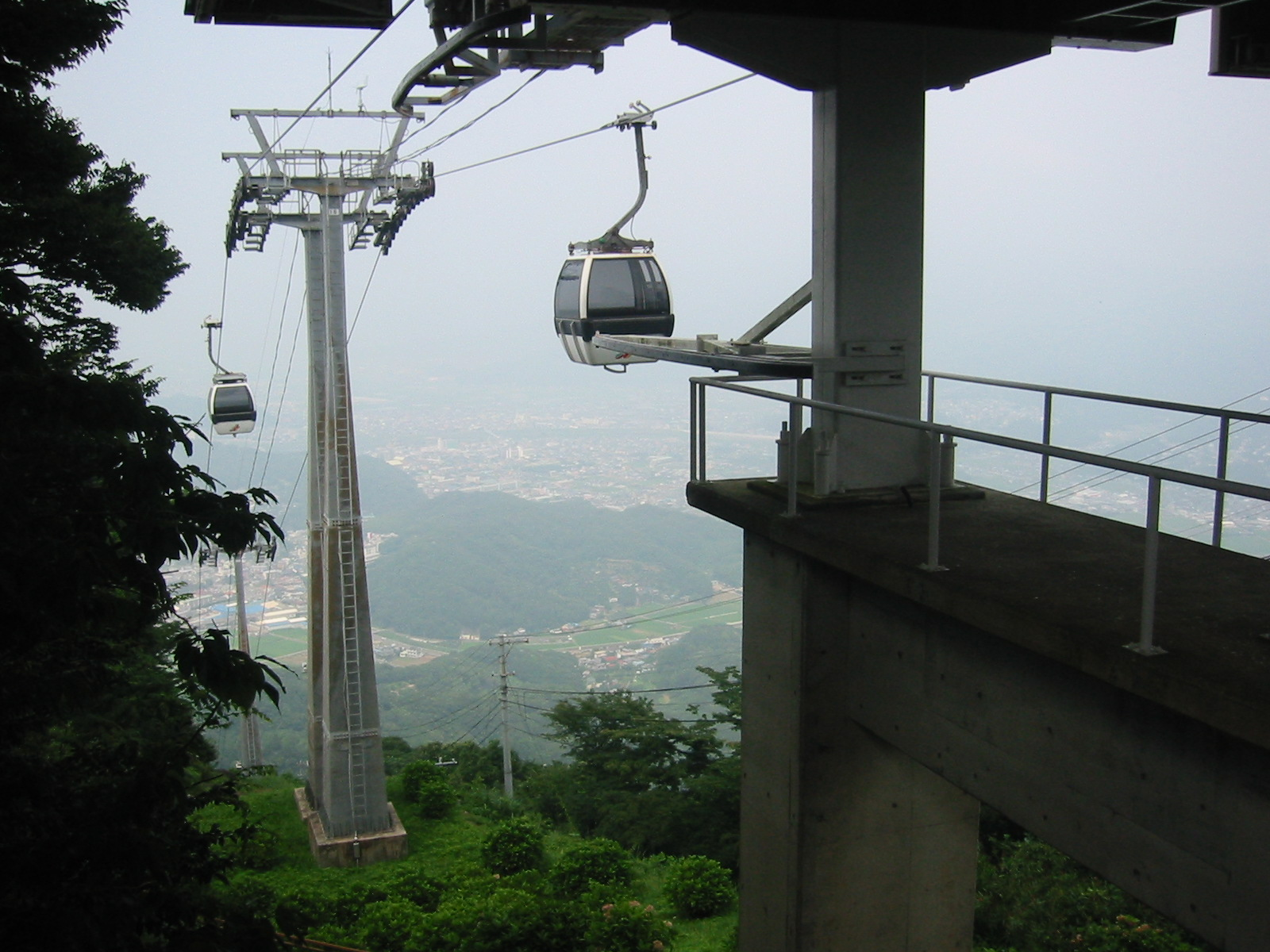
伊豆之國全景公園
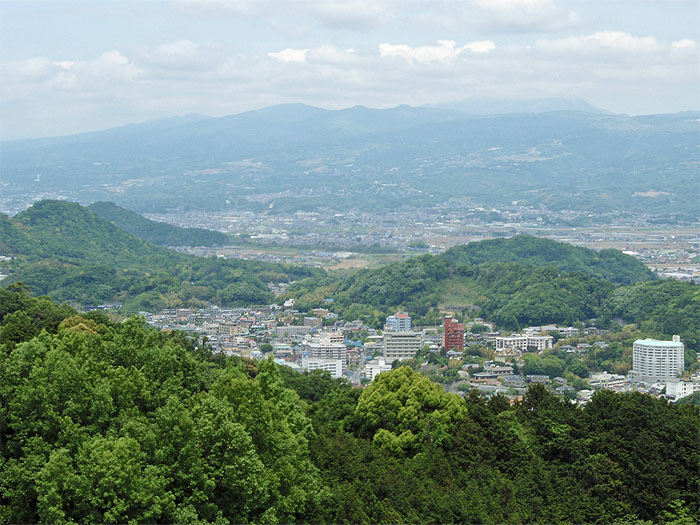
伊豆長岡溫泉
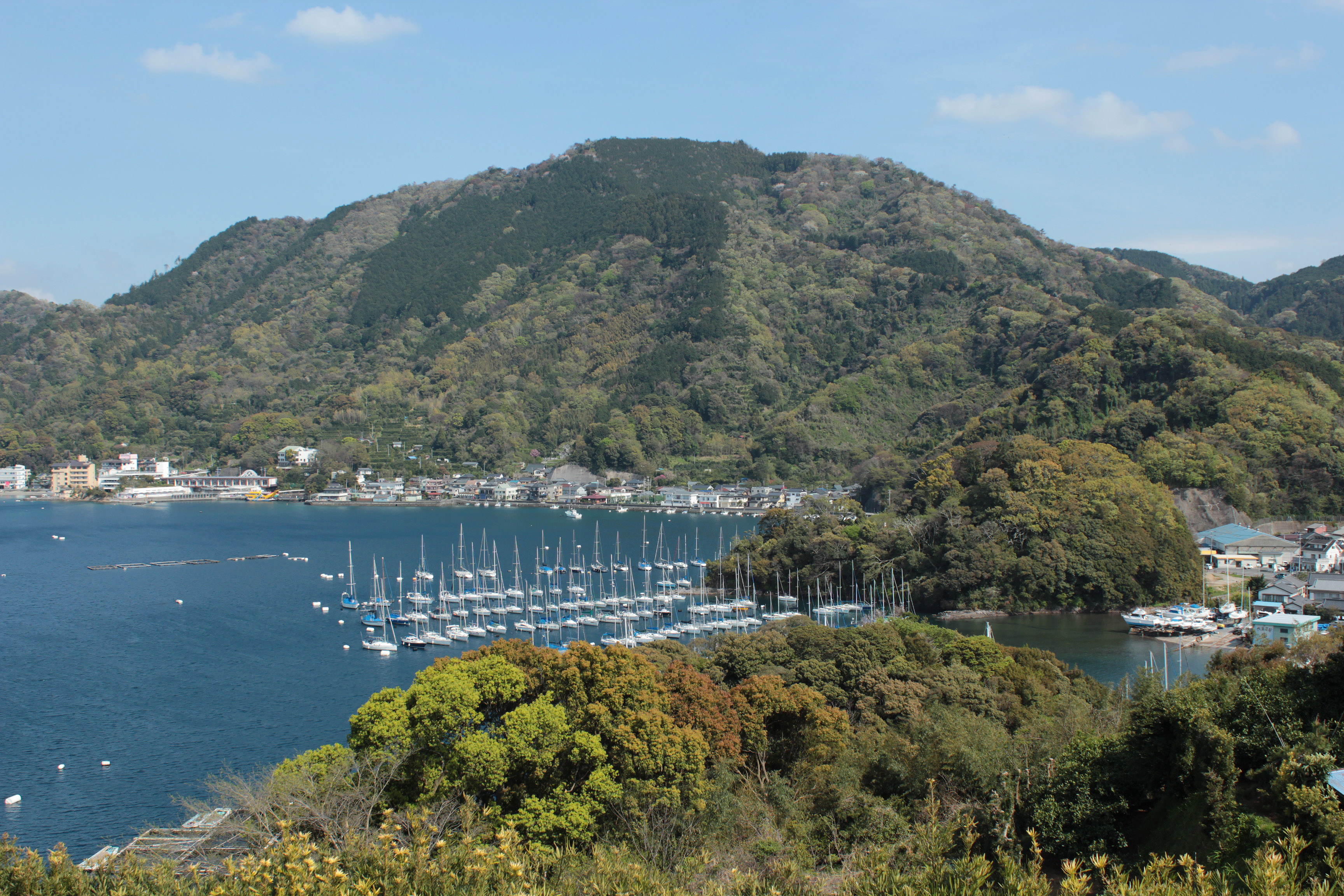
發端丈山
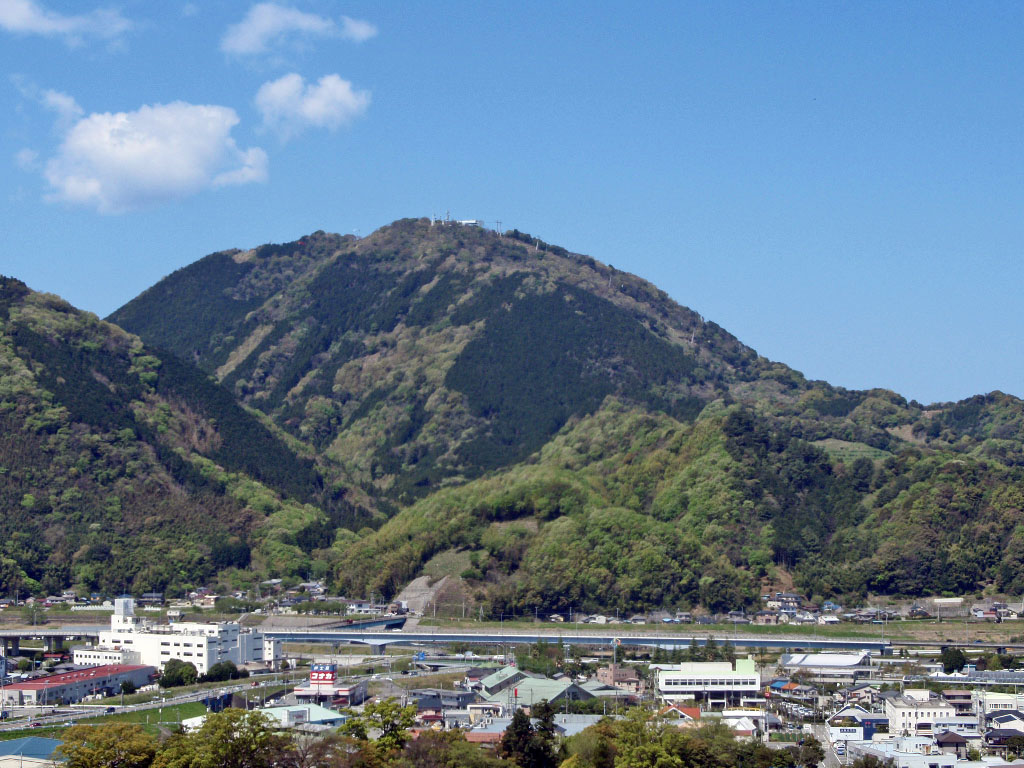
葛城山

## 備註
1. ↑  伊豆之國市官方網頁 （页面存档备份，存于）
2. ↑  .   [2020-04-24]. （原始内容存档于2020-02-03）.
3. ↑  .   [2020-04-24]. （原始内容存档于2019-07-12）.

## 外部連結
- 伊豆之國市 （页面存档备份，存于）（日語）
- 維客旅行上的伊豆之國市（日語）
- OpenStreetMap上有關伊豆之國市的地理